# 기아 몬테레이 공장
기아 몬테레이 공장 (영어: Kia Monterrey Plant)은 멕시코 누에보 레온 주 페스케리아 시에 위치한 제조 공장이다.

## 상세
2016년 9월, 기아 몬테레이 공장이 준공됐다. 공장 건설에 약 30억 달러가 투자되었으며, 335만㎡ 부지에 프레스, 차체, 도장, 의장 공장 등 완성차 생산설비와 품질센터, 조립교육센터, 주행시험장 등 부대시설을 포함해 총 건평 20만㎡ 규모로 건설됐다. 기아 몬테레이 공장은 연간 400,000 대의 생산 능력을 갖추고 있다.
프레스 공장은 균일한 판넬 품질 확보로 품질 안정화 효과가 큰 균압 쿠션 장치를 개발해 설치했다. 차체공장은 300여 대의 로봇으로 용접 자동화율 100%를 달성했다. 설비 고장 시 대한민국 전문가들이 원격 지원을 할 수 있는 모니터링 시스템도 구축됐다. 도장공장은 총 15개 종류의 색채 도장이 가능한 친환경 수용성 공법을 적용했다. 의장 공장은 시트, 범퍼 등 대물 모듈부품 브리지 직공급 방식과 컨베이어를 활용한 원키트 시스템을 적용했다.
2021년, 기아 몬테레이 공장은 누적 생산량 120만 대를 돌파했다.
2022년, 기아는 4억 8000만 달러를 추가 투자하여 5개 이상의 새로운 생산 시설을 마련한다고 발표했다. 또한, 기존 투자 금액 중 6700만 달러는 출퇴근 여건 개선 등에 사용된다.
2023년 1월 10일, 기아 몬테레이 공장 관련 투어 영상이 공개됐다. 프레스, 차체조립, 도장, 의장 등 차량 생산 과정을 확인 할 수 있으며, 판매 대리점까지 영상에 담았다.

## 생산 차종
| 이미지 | 차종     |
| ------ | -------- |
|        | K3       |
|        | 프라이드 |

## 같이 보기
- 기아 (기업)
- 현대자동차그룹